# Аль-Баргути, Омар
Омар аль-Баргути (род. 1964, Катар) —палестинский активист, основатель Палестинской кампании за академический и культурный бойкот Израиля, сооснователь BDS, в 2017 получил Gandhi Peace Award на церемонии в Йельском университете.

## Биография
Родился в 1964 году в Катаре в палестинской семье клана аль-Баргути, рос в Египте, в 1982 переехал в США, прожив там 11 лет, окончил Колумбийский университет со степенью магистра электротехники. В 1993 переехал в Израиль после женитьбы на израильской арабке, где имеет ПМЖ. Имеет степень магистра по философии (этика) от Тель-Авивского университета, соискатель степени доктора философии.
В марте 2017 был арестован по обвинению в уклонении от уплаты налогов на $700,000, но по состоянию на ноябрь 2019 обвинение не предъявлено.

## Взгляды
Сторонник одного секулярного государства для двух народов, так как не верит, что отдельное палестинское государство состоятельно и может решить проблемы, и возвращения всех палестинских беженцев.
Противник ПНА, считает её инструментом Израиля, служащим лишь своим интересам и слившего палестинское право на возвращение.
Обвиняет Израиль в практике апартеида, сравнивая с нацистской Германией и ЮАР.

## Израильские действия
В мае 2016 на анти-BDS-конференции в Иерусалиме министр транспорта Израиля Исраэль Кац призвал к «целенаправленным гражданским устранениям» активистов BDS. Министр внутренней безопасности Израиля Гилад Эрдан заявил, что они должны заплатить цену, но уточнил, что не имел в виду физический вред. Министр внутренних дел Израиля Арье Дери заявил, что рассматривается лишение Баргути израильского ПМЖ. В ответ в апреле Amnesty International выступила с заявлением о беспокойстве за его безопасность, как и других активистов BDS.

## Критика
После публикации в феврале 2013 в колонке мнений New York Daily News, сама газета в ответ опубликовала статью, описав его как талантливого пропагандиста, взгромождающего одну ложь на другой, вечно обвиняющего Израиль в притеснениях и взваливающего на него всю вину за беды, от которых страдают палестинцы, а также желающего устроить наплыв арабов, чтобы обеспечить их доминирование в обществе и прекращения Израиля, как еврейского государства, в чём и есть конечная цель его наветов.
Хотя сам Баргути сторонник экономического, академического и культурного бойкота Израиля, сам он отучился в израильском университете, что он называет своим личным делом, что он не хочет комментировать. В интервью Associated Press в 2015 он заявил, что палестинцы не обязаны следовать тем, чего хотят от других, и что нативное население имеет право пользоваться всеми благами системы, которыми сумеет.